# Neolamprologus niger
Espèce
Statut de conservation UICN

 LC  : Préoccupation mineure
Neolamprologus niger est une espèce de poissons d'eau douce, endémique au lac Tanganyika en Afrique, appartenant à la famille des Cichlidés.

## Habitat naturel
L'eau du lac Tanganyika est stable et alcaline, avec un pH se situant entre 8 et 9. L'eau contient également des sels dissous.

## Maintenance en aquarium
Cette espèce est sensible aux variations de nitrite et d'azote, dont les valeurs doivent avoisiner le zéro, pour de meilleures chances de succès. Il peut tolérer l'eau du robinet, si elle est d'abord traitée pour éliminer la présence de chlore, mais l'exposition à cette eau traitée devrait être graduelle. Ce cichlidé peut se reproduire en captivité. Puisqu'il est monogame, un couple doit d'abord être formé, souvent à partir d'un groupe de juvéniles (6 et plus). La température idéale pour la reproduction est de 25 °C. Il pond sur substrat caché, un certain nombre d'œufs, qu'il appose sur la paroi d'une cavité rocheuse ou la voûte d'une grotte. Les parents démontrent un comportement de protection envers les alevins. Le décor serra composé de caches, de roches formant un abri, ainsi qu'un substrat dans lequel ce cichlidé pourra fouiller. Ces cichlidés cohabitent mieux dans des volumes offrant de la place à chacun et en spécifique cichlidae du lac Tanganyika. (jamais de vers rouges pour les cichlidae du lac Tanganyika!)